# C21H24N2O
化学式C21H24N2O（摩尔质量：320.436 g/mol）可以指：
- 苯环吡醋胺，CAS号：35452-73-4
- SDB-006，CAS号：695213-59-3

|  | 这个同类索引页列出了具有相同分子式的化学物（即同分異構體）条目。 除非您是有意链接至本页，否则应将相应条目的内部链接指向正确的条目。 |